# Raionul Pavlohrad (pre-2020), Dnipropetrovsk
Pavlohrad (în ucraineană Павлоградський район, transliterat: Pavlohradskîi raion) este un raion în regiunea Dnipropetrovsk, Ucraina. Reședința sa este orașul regional Pavlohrad, care nu aparține raionului.

## Demografie
Componența lingvistică a raionului Pavlohrad
     Ucraineană (75,97%)
     Rusă (23,36%)
     Alte limbi (0,19%)
Conform recensământului din 2001, majoritatea populației raionului Pavlohrad era vorbitoare de ucraineană (75,97%), existând în minoritate și vorbitori de rusă (23,36%).